# Sztuka przedromańska w Polsce
Sztuka przedromańska na ziemiach polskich pojawiła się z chrześcijaństwem, czyli w X wieku i trwała do około połowy XI wieku, a za umowną datę graniczną przyjmuje się rok 1038, kiedy Brzetysław I najechał na ziemie polskie. Pojawienie się i rozwój sztuki przedromańskiej przypada zatem na okres, gdy dobiegał końca proces jednoczenia ziem polskich i gdy istniał już jednolity organizm państwowy pierwszych Piastów: Mieszka I, Bolesława Chrobrego i Mieszka II.
Wraz z chrztem w 966 roku Polska, obok nowej wiary, przyjęła także kulturę i tradycję chrześcijańską. W czasach Mieszka I zaczęły zatem napływać do Polski nowe formy cywilizacyjne z Zachodu i Południa, choć kontakt z kulturą chrześcijańską musiał rozpocząć się jeszcze przed chrztem. Ziemie polskie nie znajdowały się bowiem w izolacji, utrzymywały kontakty zarówno z ruskim Wschodem, jak i łacińskim Zachodem i przechodziły przez nie szlaki handlowe, którymi wędrowali także misjonarze. Istnieją także hipotezy, że państwo Wiślan zostało schrystianizowane już pod koniec IX lub na początku X wieku za pośrednictwem państwa wielkomorawskiego. Ważną rolę w chrystianizacji ziem polskich odegrały Morawy, a potem Czechy, skąd przybywali pierwsi duchowni i być może także artyści.
Pojawienie się nowej wiary spowodowało zapotrzebowanie na nowego rodzaju budownictwo, wyroby rzemiosła, malarstwo. Sztuka średniowieczna była związana przede wszystkim z Kościołem i władcą. Fundacji kościelnych dokonywali wszyscy panujący wówczas Piastowie. Na terenach polskich pojawiła się architektura monumentalna, zaczęto budować murowane kościoły, katedry i klasztory. W siedzibach władców powstawały pałace z kaplicami. Powstaje rzeźba architektoniczna, wyroby rzemiosła niezbędne w Kościele, zaczynają docierać iluminowane księgi. W związku z przyjęciem chrześcijaństwa utworzone zostały biskupstwa – w Poznaniu (968), Krakowie, Wrocławiu, Kołobrzegu (1000), Kruszwicy (około 1034) oraz arcybiskupstwo w Gnieźnie (1000).
Zabytki sztuki przedromańskiej w Polsce są nieliczne i znane głównie dzięki badaniom archeologicznym, gdyż źródła pisane są dość ubogie. Z 2. połowy X i 1. poł. XI wieku znane są przede wszystkim pozostałości budowli kamiennych oraz przedmioty. Należy jednak zauważyć, że zarówno zachowane obiekty, jak i te, które znane są tylko z przekazów źródłowych, pochodziły z importu. Iluminowane księgi, broń, biżuteria czy paramenty liturgiczne były własnością wędrujących duchownych, bądź pochodzą z wymiany handlowej, łupów wojennych, posagów, spadków czy darów. Ich pojawienie się u nas jest więc w dużej mierze kwestią zbiegów okoliczności i nie świadczy o funkcjonowaniu polskich skryptoriów czy pracowni złotniczych, chociaż niewątpliwie potwierdzają one sieć różnorodnych kontaktów pomiędzy środowiskiem polskim a środowiskami obcymi. Związki kulturalne ówczesnej Polski były różnorodne. Utrzymywano bezpośrednie stosunki kościelne z Włochami. Na dwór przybywali Sasi (m.in. Bruno z Kwerfurtu), dochodziło do związków małżeńskich polskiej dynastii z saską. Od początku XI wieku w Międzyrzeczu przebywali eremici św. Romualda, utrzymujący kontakty z opactwem w Avellana. Zauważalne są także od 1. połowy XI wieku wpływy z Dolnej Lotaryngii, skąd pochodzi Rycheza. Kontakty utrzymywano również z południowymi Niemcami, Francją, a za sprawą związków dynastycznych z Czechami, Węgrami, Skandynawią i Rusią.

## Architektura

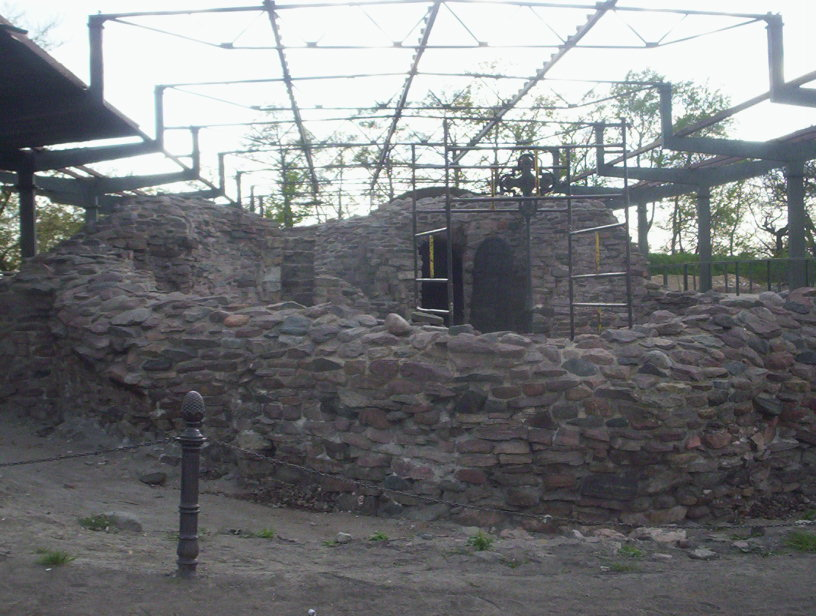
Palatium na Ostrowie Lednickim

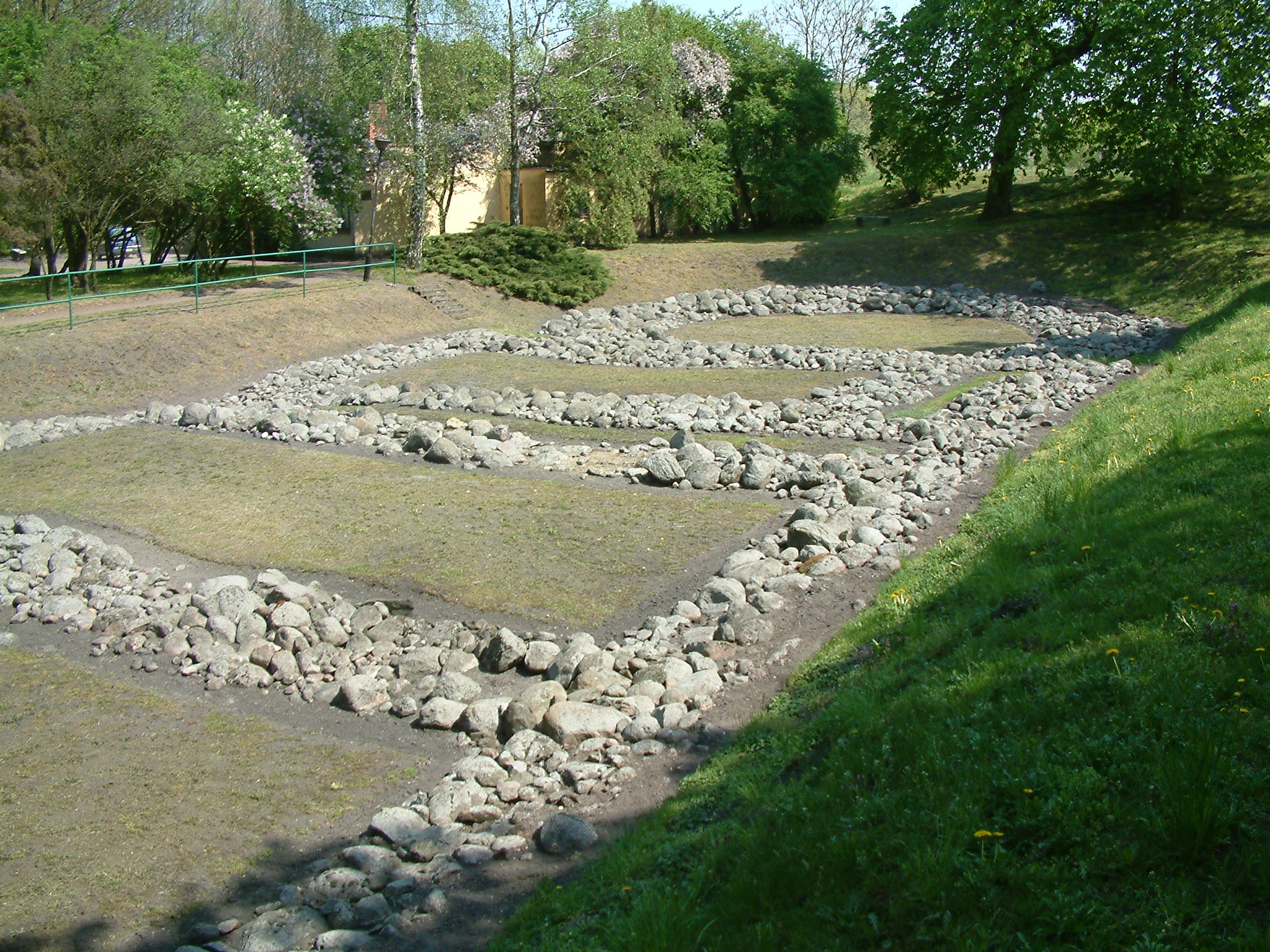
Relikty rotundy i palatium w Gieczu

W literaturze niekiedy polska architektura przedromańska nazywana jest architekturą wczesnopiastowską.
Sztuka przedromańska wiąże się z początkiem budownictwa murowanego w Polsce. Żadna z budowli tego okresu nie zachowała się w całości, zazwyczaj są to jedynie pozostałości murów, często ukryte pod ziemią lub w murach późniejszych budynków. Znajomość architektury przedromańskiej w Polsce ogranicza się zatem do planów budowli i do prób rekonstrukcji ich układów przestrzennych.
Znane budowle to kościoły oraz budowle świeckie, głównie o charakterze pałacowym. Relikty odnaleziono m.in. w Wiślicy, Ostrowie Lednickim, Krakowie, Przemyślu, Gieczu, Poznaniu, Gnieźnie, Trzemesznie i Płocku. Pierwsze budowle kamienne wznosili zapewne architekci z Zachodu, kształcący następnie miejscowych twórców. Pod względem stylistycznym polska sztuka przedromańska wiąże się ze sztuką zachodnioeuropejską, a w mniejszym stopniu ze Wschodem. Budowle wznoszono z łamanego kamienia (tzw. appareil allongé) albo małych lub średnich ciosów (petit lub moyen appareil). Cechowały się one brakiem ozdobności, na murach występowały jedynie ślepe arkady lub fryzy arkadkowe. Architektura polska była oparta na zachodnich wzorcach, ale twórczo zaadaptowanych.
Pojawienie się architektury kamiennej nie oznaczało bynajmniej wyparcia dotychczasowej, drewniano-ziemnej. W okresie sztuki przedromańskiej (i romańskiej także) istniały dalej drewniane grody i podgrodzia, takie same jak dawniej; spiętrzały się wysoko ich masywne i pochyłe wały, z tym że starodawne „urbanistyczne” organizmy pozyskały nowy akcent w postaci kamiennych kościołów.
Pierwszą grupę budowli z tego okresu stanowią rotundy, pełniące rolę kaplic i związane z przylegającymi do nich palatiami na planie prostokątnym. Wznoszone były w obrębie grodów. Zespoły te mają wyraźne cechy wspólne i ich genezy upatruje się w sztuce karolińskiej i ottońskiej. Rotundy wznoszone były także w okresie romańskim; łącznie na ziemiach polskich doliczono się ich około dwudziestu.
Najlepiej zachowana jest rotunda Najświętszej Marii Panny na Wawelu, datowana na przełom X i XI wieku. Jest to budowla z czterema apsydami i przybudówką, w której mieściły się schody na emporę. Odnaleziono także ślady po budowli interpretowanej jako palatium. Rotunda została odkryta wśród zabudowań dawnych kuchni królewskich w 1917 roku przez Adolfa Szyszko-Bohusza, który następnie dokonał jej częściowej rekonstrukcji. Poprawność tej rekonstrukcji bywa dziś podawana w wątpliwość. Obecnie rotunda jest udostępniona zwiedzającym i stanowi część rezerwatu archeologicznego Wawel Zaginiony. Na Wawelu odkryto także relikty dwóch innych rotund z końca X lub 1. połowy XI wieku: rotundy jednoapsydowej i tzw. kościoła B. Rotunda znajdowała się również na Skałce w Krakowie.
Na Ostrowie Lednickim znaleziono szczątki palatium z rotundą na planie krzyża greckiego wpisanego w koło, z apsydą przy wschodnim ramieniu oraz emporą. Datowana jest na X wiek. Także w Gieczu, na terenie grodu z IX wieku, natrafiono na pozostałości po rotundzie z palatium. Datowane są na początek XI wieku i niewykluczone, że nigdy nie zostały ukończone. Kolejne relikty rotundy z tego okresu odkryto na zamku w Przemyślu. Była to kaplica jednoapsydowa, z końca X lub początku XI wieku.
Drugą grupę stanowią bardziej monumentalne założenia kamienne. Ich odkrycia przeczą dawnym tezom, że pierwsze kościoły w Polsce były prowizorycznymi, drewnianymi konstrukcjami. Do Polski Kościół przeszczepiał wykształcone już na Zachodzie wzory, zastosowane w kościołach katedralnych i klasztornych na planie podłużnym. W okresie przedromańskim wzniesiono trzy katedry – w Poznaniu, Gnieźnie i Krakowie. W dwóch pierwszych zastosowano po raz pierwszy w Polsce model trójnawowej bazyliki, obowiązujący w całym kościele łacińskim. Natomiast o pierwszej katedrze krakowskiej nie można powiedzieć nic pewnego.

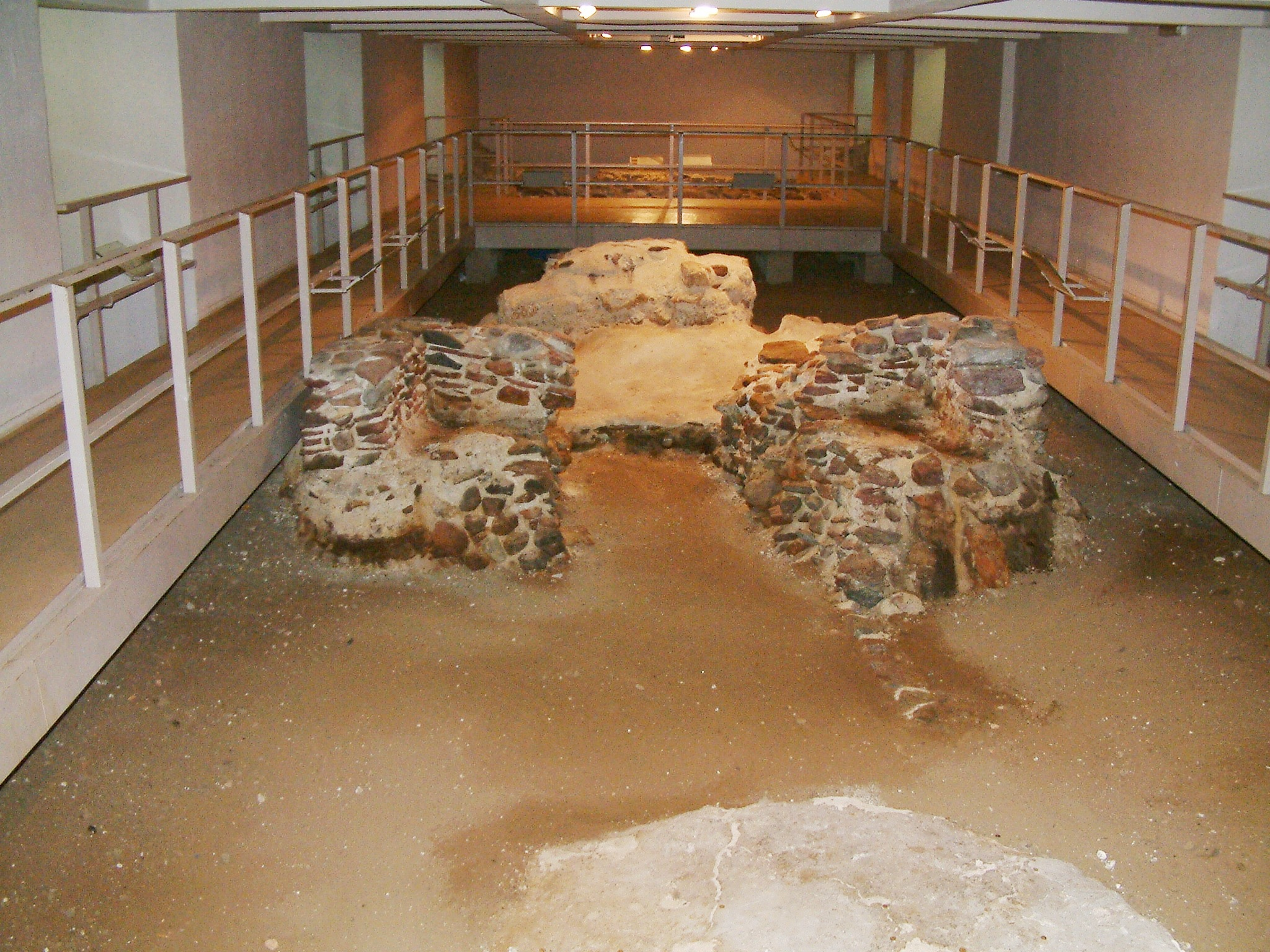
Pozostałości przedromańskiej katedry w Poznaniu

Budowę katedry św. Piotra i Pawła w Poznaniu rozpoczęto zapewne w roku 968, gdy pierwszym biskupem polskim i poznańskim został Jordan. Fundamenty pierwszej świątyni odkryto podczas prac w latach 1951–1956. Była to, jak już zostało powiedziane, bazylika trójnawowa z dwuwieżowym masywem wschodnim i kwadratowym prezbiterium z apsydą. W masywie zachodnim znajdowała się empora oraz wieża, po bokach opięta mniejszymi wieżami schodowymi. Pochowany w niej został jej fundator, Mieszko I. Badacze dostrzegają w niej wpływy lombardzkie.
Przedromańska katedra w Gnieźnie także zachowała się w formie szczątkowej. Kościół istniał od około 970 roku, a na pewno powstał przed 999, gdy sprowadzono do niego relikwie św. Wojciecha. W 1000 roku świątynia została podniesiona godności katedry. Ta trójnawowa bazylika miała od wschodu trzy apsydy, a od zachodu dwie wieże.
Pierwsza katedra krakowska nazywana jest również chrobrowską. Jeszcze w literaturze lat 90. XX wieku tę katedrę utożsamia się ze szczątkami, które dziś uważane są za pozostałości kościoła św. Gereona. Ślady po pierwszej katedrze, powstałej po roku 1000, są bardzo nikłe i trudno zrekonstruować jej pierwotny wygląd. Być może była to bazylika z transeptem i apsydą. Prawdopodobnie z niej pochodzą zachowane do dziś płyty z dekoracją plecionkową. Z końca X i 1. połowy XI wieku pochodzą także inne budowle, których ślady odnaleziono na Wawelu: wspomniane już trzy rotundy, tzw. budowla czworokątna i kościoły: św. Jerzego i Michała.

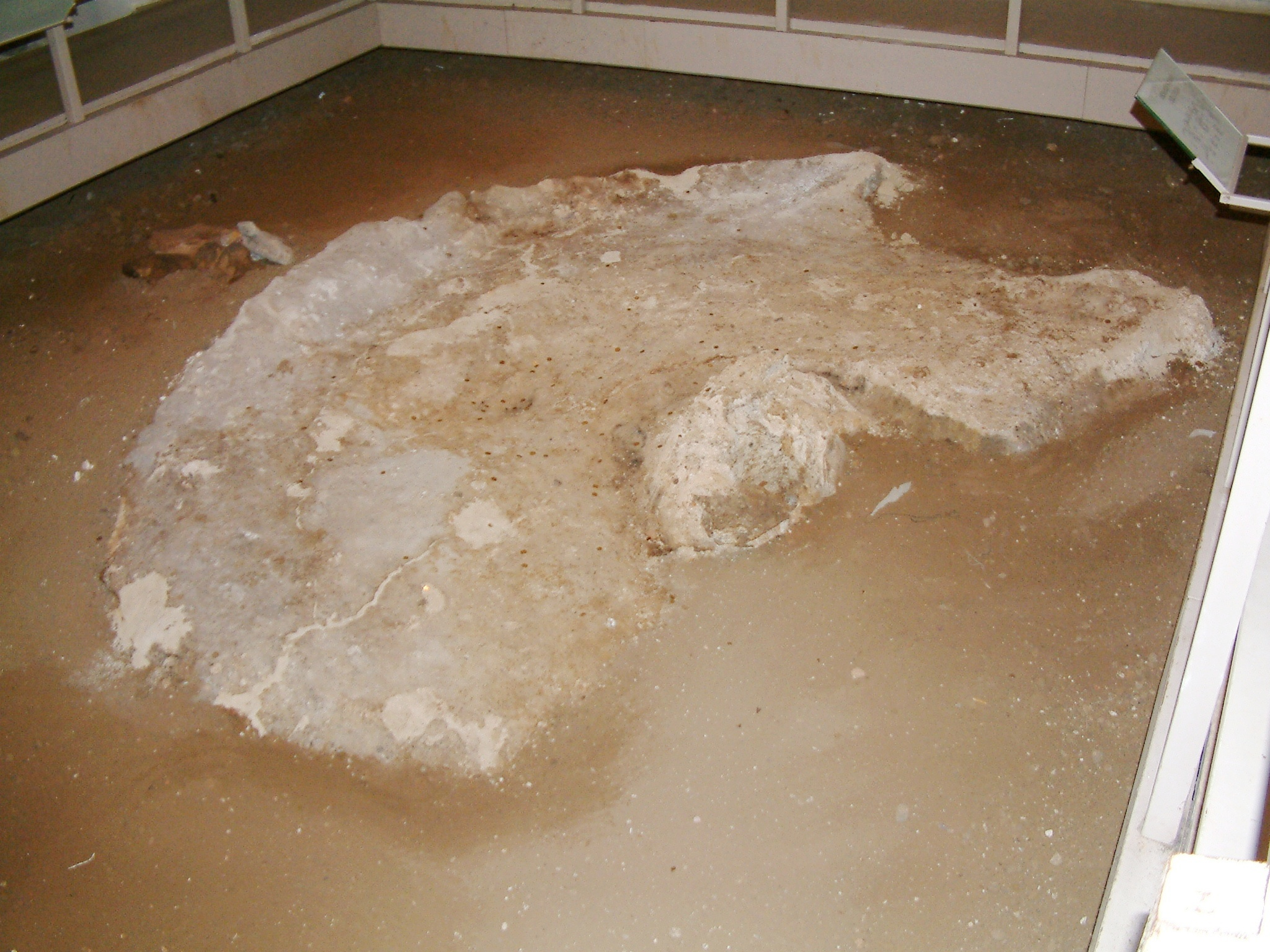
Hipotetyczna misa chrzcielna, katedra w Poznaniu

W okresie przedromańskim, oprócz katedr, powstawały także świątynie klasztorne, wyłącznie benedyktyńskie: w Trzemesznie i Łęczycy, zachowane szczątkowo. Kościół w Trzemesznie – bazylikę z kryptą, tradycja wiąże ze św. Wojciechem. Zbudowano także kilka pomniejszych świątyń, m.in. kościół Najświętszego Salwatora w Krakowie.
Odrębne, szeroko dyskutowane zagadnienie, stanowią ślady po okrągłych konstrukcjach w formie mis, identyfikowanych jako sadzawki chrzcielne, pozostałe po akcjach misyjnych i masowych chrztach. Odnaleziono je w obrębie katedry w Poznaniu i w Wiślicy. Baptysteria te wykonane są z zaprawy i być może pierwotnie osłonięte były drewnianą konstrukcją. Inna z hipotez na ich temat mówi, że służyły one nie do chrzczenia, ale mieszania zaprawy.

## Rzeźba
W okresie sztuki przedromańskiej pojawiają się najstarsze na ziemiach polskich przykłady rzeźby architektonicznej. Do dziś przetrwały jedynie płyty z dekoracją plecionkową, pochodzące najprawdopodobniej z pierwszej katedry krakowskiej.
Obok sztuki i rzeźby kościelnej istniała nadal sztuka lokalna, związana z tradycjami słowiańskimi i pogańskimi wierzeniami, uprawiana przez miejscową ludność. Odnaleziono drobne rzeźby, np. koziołki w Opolu i Ostrowie Lednickim – X-XI w., brązowego konika w Wolinie, drewnianego w Opolu – XI w. W północnej części wzgórza wawelskiego odkopano tzw. wołka wawelskiego – kamienną rzeźbę, zachowaną częściowo, o okrągłych gałkach ocznych i z kreskowaniem na czole. Datowany jest na X/XI wiek.

## Malarstwo

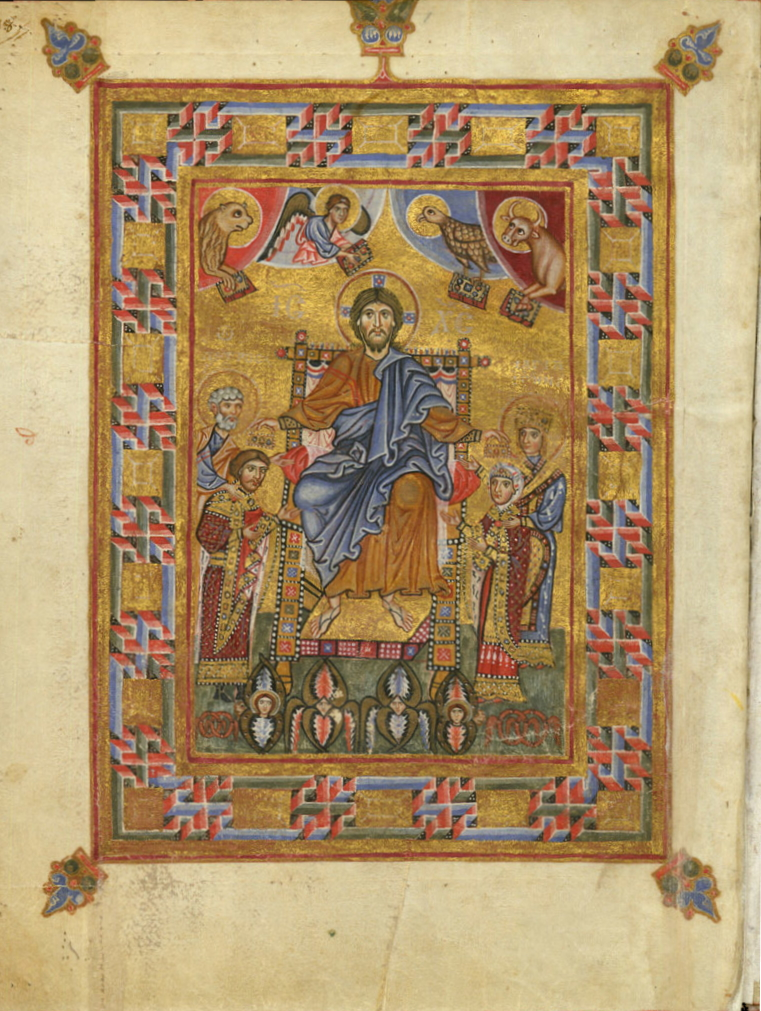
Miniatura z Psałterza Egberta – Chrystus z Gertrudą i jej synem Jaropełkiem

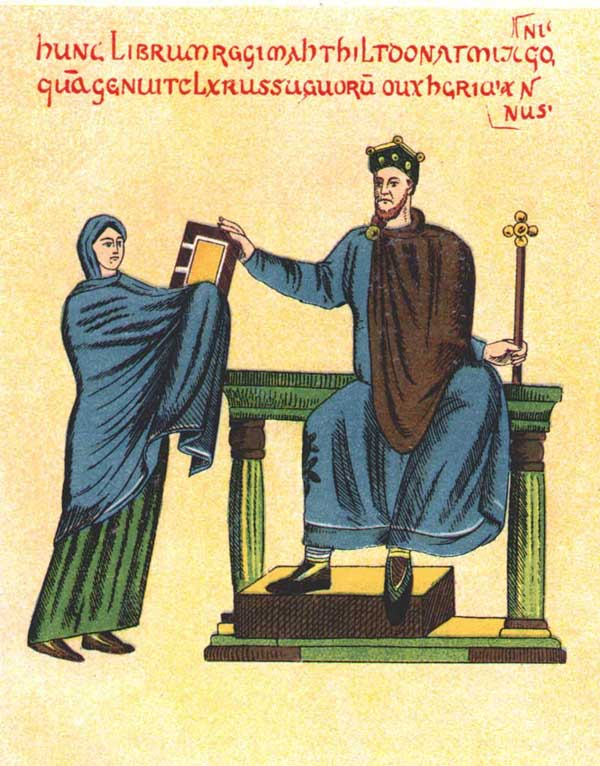
Kopia miniatury z Mszału rzymskiego z Matyldą i Mieszkiem II

Nieznane są dziś żadne zabytki przedromańskiego malarstwa tablicowego czy ściennego, choć na podstawie informacji z przekazów źródłowych można wnioskować, że takowe istniały. Więcej wiadomo o iluminowanych księgach, które przywożone były do Polski. Tylko jeden zabytek z tego okresu znajduje się dziś w kraju – Praedicationes, ale nie jest to bynajmniej dzieło rodzime. Jest to najstarszy z zachowanych na terenie Polski iluminowanych rękopisów i przechowywany jest w Bibliotece Kapitulnej w Krakowie. Datowany na koniec VIII lub początek IX wieku, prawdopodobnie został wykonany w skryptorium we Włoszech. Zdobiony jest inicjałami oraz jedną całostronicową miniaturą z krzyżem i symbolami ewangelistów.
Drugim, także zachowanym do dziś, jest ottońska księga Psałterz Egberta, obecnie w Museo Archeologico Nazionale w Cividale del Friuli. Manuskrypt składa się z dwóch części – pierwotnego psałterza z 2. połowy X wieku, stanowiącego do 983 własność biskupa Trewiru, Egberta oraz doszytych do niego kart z 2. połowy XI wieku (tzw. Kodeks Gertrudy). Po 983 rękopis został przywieziony do Polski, najprawdopodobniej przez Rychezę, żonę Mieszka II. Później wraz z ich córką Gertrudą, poślubioną Izjasławowi, manuskrypt trafił na Ruś, gdzie dołączono do niego ową drugą część. Następnie księga wróciła do Polski, później do Niemiec i za sprawą Elżbiety Węgierskiej znalazła się we Włoszech, gdzie jest do dziś.
Trzecia księga – Mszał rzymski (Ordo Romanus) z 1. połowy XI wieku zaginęła w XIX w. Znana jest kopia miniatury dedykacyjnej, na której księżna Matylda wręcza księgę Mieszkowi II. Rękopis powstał w Niemczech, być może w Reichenau.

## Rzemiosło artystyczne
Liczba zachowanych do dziś zabytków rzemiosła przedromańskiego jest niewielka i stanowi tylko część przedmiotów, jakie znajdowały się wówczas w Polsce. Potwierdza to relacja z Kroniki Galla, opisująca bogactwo za czasów Bolesława Chrobrego: nie tylko komesowie, lecz nawet ogół rycerstwa nosił łańcuchy złote niezmiernej wagi, taki wszyscy mieli nadmiar pieniędzy. Damy zaś dworskie tak chodziły obciążone koronami złotymi, naszyjnikami, łańcuchami złotymi, naramiennikami, złotogłowiami i klejnotami, że gdyby ich drudzy nie podtrzymywali, nie mogłyby udźwignąć tego ciężaru. Nawet uznając, że autor przesadził, ilość kosztowności musiała być znaczna. Tymczasem ilość zabytków, jakie znane są dziś, jest co najmniej skromna. Nieco więcej zachowało się z końca wieku XI i wieków XII i XIII, ale i tak stanowią one tylko niewielką część pierwotnych zasobów.
Czeski kronikarz Kosmas napisał, że Brzetysław, po złupieniu Polski, przywiózł 100 wozów ładowanych złotem i srebrem. Dwa zabytki z tego czasu znane są dzięki przekazowi z tej samej kroniki – Kosmas zanotował, że z Gniezna Brzetysław wywiózł trzy szczerozłote płyty ołtarzowe i szczerozłoty krucyfiks, mający ważyć trzy razy tyle, co Mieszko. Żywot św. Ulryka z lat 972–993 pisze o wotum odlanym na prośbę Mieszka I, wykonanym ze srebra, w formie ramienia z dłonią, będącym podziękowaniem za uratowanie życia.
Zachowane wyroby mają charakter przede wszystkim kościelny. Znaczna część wyrobów pochodziła z importu, gdyż przewyższały one wyroby lokalne, czasem jednak trudno rozstrzygnąć, czy dany wyrób jest rodzimy, czy został przywieziony z zagranicy.
Wśród zachowanych zabytków znajduje się czara włocławska, obecnie w Muzeum Narodowym w Krakowie. Naczynie zostało przypadkowo wyorane na polu pod Włocławkiem w 1909 roku. Jest to srebrna czara, częściowo złocona i zdobiona techniką niello, pierwotnie będąca częścią kielicha mszalnego. Na jej ściankach znajdują się osiem scen z życia Gedeona z Księgi Sędziów, wykonanych w technice trybowania. Datowana jest na wiek X i prawdopodobnie została wykonana w Szwabii (może w St. Gallen). Do Polski być może przywieziona przez benedyktynów. Innym zabytkiem jest tzw. kielich Dąbrówki z Trzemeszna (obecnie w katedrze gnieźnieńskiej), którego czara powstała prawdopodobnie w X wieku i była świeckim naczyniem, w XII wieku przerobionym na kielich mszalny.
W 1964 roku, podczas badań archeologicznych przy rotundzie NMP, odnaleziono wisior na łańcuszku. Wykonany jest z kryształu górskiego w kształcie zbliżonym do walca, oprawionego w złoto i zdobionego filigranem oraz granulacją. Być może stanowił część korony lub zawieszki, noszonej na piersiach. Przez polskich badanych datowany jest na koniec X lub początek XI wieku, a przez węgierskich – na wiek XII. Z pierwszej katedry gnieźnieńskiej, sprzed roku 1018, pochodzą odnalezione płytki ceramiczne ze wzorami geometrycznymi.
Najstarsze regalia władców polskich zaginęły i do dziś zachowała się tylko Włócznia Świętego Maurycego, ofiarowana Bolesławowi Chrobremu przez Ottona III na zjeździe gnieźnieńskim. Polska Włócznia jest kopią cesarskiej Włóczni Świętego Maurycego, wykonaną w X wieku. Przechowywana jest w skarbu katedralnym w Krakowie.
Z czasów Bolesława Chrobrego zachowało się osiem szyszaków, z czego cztery znaleziono w Wielkopolsce (po jednym z Gnieźnie, Gieczu, Dymitrowie i Gorzuchach), jeden pod Królewcem, jeden we wsi Mokre koło Dubna na Wołyniu i dwa na Zadnieprzu. Mają kształt stożkowaty, zakończone są tuleją na pióropusz i wykonane są z żelaza pokrytego złoconą blachą miedzianą.
Do czasów I wojny światowej w klasztorze w Tyńcu znajdowała się kosztowna okładka rękopisu, datowana na IX lub X wiek, wiązana z Lotaryngią. Z kolei w trakcie II wojny światowej zaginęły z katedry w Kamieniu Pomorskim dwie skrzyneczki relikwiarzowe. Pierwsza z nich zawierała relikwie św. Korduli i utworzona była z użytych wtórnie plakietek z X lub XI wieku, zapewne przywiezionych ze Skandynawii. Druga, datowana na XI wiek, ma nieustalone pochodzenie.
Obok wymienionych powyżej zabytków, będących przykładami sztuki importowanej, kościelnej i dworskiej, istniała równolegle sztuka lokalna, związana z tradycjami słowiańskimi i pogańskimi wierzeniami, uprawiana przez miejscową ludność. Rzemiosło rodzime na terenie Polski miało dobrą tradycję przedhistoryczną, gdy wysoki poziom reprezentowało złotnictwo, kowalstwo i garncarstwo. W rzemiośle kultura pogańska istniała w symbiozie z chrześcijańską aż do XII wieku, kiedy zaczęła dominować ta druga. Dobrze rozwinięte było złotnictwo, którego przykłady pochodzą m.in. ze skarbów – zakopanych w ziemi naczyń z kosztownościami (np. skarb z Borucina z XI wieku, z 35 ozdobami ze srebra i 5 złotymi paciorkami, obecnie w Muzeum Archeologicznym w Warszawie).